# Carollia benkeithi
Carollia benkeithi, el Murciélago frutero castaño, es una especie de murciélago de la familia Phyllostomidae cuyo hábitat son bosques tropicales húmedos y perennes, entre los 200 y los 1100 m de altitud, en la Amazonía alta y media en Brasil, departamentos del centro-este de Perú (Cuzco, Huánuco, Junín, Madre de Dios y Ucayali) y los departamentos bolivianos de Santa Cruz, Beni, Cochabamba, La Paz y Pando. El holotipo procede de Tingo María, Huánuco, Perú. 
Fue descubierto por Sergio Solari y Robert Baker, de la Universidad Texas Tech, quienes se la dedicaron a Ben E. Keith por su donación de cinco millones de dólares a esa Universidad.
C. benkeithi es la especie más pequeña de su género, aunque resulta difícil de distinguir  de Carollia castanea  y de Carollia brevicauda, siendo confundidas con frecuencia. Su pelaje es castaño claro y su mandíbula inferior tiene forma de U. La línea dental del lado labial de la mandíbula superior presenta una clara depresión en forma de grada.